# Albuca hereroensis
Albuca hereroensis är en sparrisväxtart som beskrevs av Schinz. Albuca hereroensis ingår i släktet Albuca och familjen sparrisväxter.
Artens utbredningsområde är Namibia. Inga underarter finns listade i Catalogue of Life.